# Warner Bros. Discovery Home Entertainment
Warner Bros. Discovery Home Entertainment,  Inc. är ett amerikanskt hemvideoföretag, som är dotterbolag för Warner Bros.. Den bildades 1978 som WCI Home Video innan namnet ändrades 1980.

### Fotnoter
1. ↑  ”Company Overview of Warner Home Video, Inc.” (på engelska). Bloomberg. http://www.bloomberg.com/research/stocks/private/snapshot.asp?privcapId=4730883. Läst 9 juli 2015.